# Der Revisor
Der Revisor (título original en alemán; en español, El revisor) es una opéra-comique en 5 actos con música de Werner Egk y libreto del compositor basado en la novela epónima de Nikolái Gogol (1836). Se estrenó en Schwetzingen el 9 de mayo de 1957 por la orquesta de la Ópera de Stuttgart bajo la dirección del compositor con Fritz Wunderlich y Gerhard Stolze. La versión francesa se estrenó en 1958 en Charleroi bajo la dirección de Paul Kast.
Esta ópera rara vez se representa en la actualidad; en las estadísticas de Operabase aparece con sólo una representación en el período 2005-2010, siendo la primera y única de Egk.

## Argumento
En un pequeño pueblo ruso en tiempos de los zares, se extiende el rumor de que un emisario del gobierno va a inspeccionar la villa de incógnito.